# Lunić
Lunić je srpsko prezime koje se sreće u selu Ružić kod Drniša u Dalmaciji i Čaprazlijama kod Livna u Bosni. Lunići su najverovatnije u Ružić stigli iz Čaprazlija krajem 17. veka, kada je Drniški kraj oslobođen od Turaka i tu se doselilo stanovništvo iz okoline Livna, koje je ostalo pod Turcima.